# Aspirină
Aspirina, sau acidul acetilsalicilic, este un medicament antiinflamator non-steroidian din familia salicilaților, folosit în general ca un analgezic minor, ca antipiretic, sau ca antiinflamator. În plus, aspirina în doze mici are un efect antiagregant și este folosit pe termen lung ca să diminueze riscul de infarct.
Numele de Aspirin reprezintă denumirea sub care compania Bayer din Germania a produs pentru prima dată acest medicament. Astăzi, termenul este folosit în mod curent pentru desemnarea acestui medicament, incluzând chiar variantele care nu sunt produse de Bayer. Există însă țări în care cuvântul Aspirin se referă numai la versiunea produsă de Bayer - orice altă versiune a medicamentului purtând numele de "acid acetilsalicilic".
Pentru că s-a dovedit rolul aspirinei în etiologia Sindromului Reye, medicamentul nu mai este folosit pentru a trata simptomele de gripă la copii. Un alt efect negativ al aspirinei, mai ales în doze mari, este iritarea mucoasei gastroduodenale, ce poate duce la hemoragii digestive superioare în episoadele acute. Acest neajuns a fost compensat prin folosirea aspirinei tamponate, un amestec de acid acetilsalicilic și săruri ale calciului (în special carbonat). Cercetările moderne au dat acidului acetilsalicilic noi valențe terapeutice cum ar fi: antitrombotic (acid acetilsalicilic în concentrație de 75 sau 325 mg), antiagregant plachetar în profilaxia infarctului miocardic acut, al anginei pectorale instabile, ischemiei acute, și accidentelor cerebrovasculare ischemice.

## Istoria descoperirii
Hipocrate, medicul grec după care s-a numit jurământul lui Hipocrate, a scris în secolul al V-lea î.Hr. despre o pudră amară extrasă din scoarța de salcie care avea puterea de a ușura durerile și de a reduce febra. Acest remediu este menționat în texte antice din Sumer, Egipt și Asiria. De asemenea, amerindienii foloseau scoarța de salcie pentru a ușura durerile de cap, febra, durerile de mușchi și reumatismul. Preotul Edmund Stone, din Chipping Norton, Anglia, a notat în 1763 că scoarța salciei este un remediu eficace împotriva febrei.
Extractul activ al scoarței, numit salicină, după numele latin pentru salcia albă ( Salix alba ), a fost izolat în forma sa cristalină în 1828, de către farmacistul francez Henri Leroux și chimistul italian Raffaele Piria, care au reușit să separe acest acid în forma sa pură. Salicina este foarte acidă când este într-o soluție apoasă saturată, având un nivel pH de 2,4, de aici numele de acid salicilic.
În 1839 s-a observat că acidul salicilic cauza probleme digestive, cum ar fi, de exemplu, iritarea stomacului sau diaree. În 1897, un cercetător de la compania Friedrich Bayer, din Germania, a înlocuit una dintre grupele funcționale hidroxil din acidul salicilic, cu o grupă acetil, care reducea semnificativ efectele negative. Acesta a fost primul medicament de sinteză și începutul industriei farmaceutice.
Cine a descoperit acidul acetilsalicilic este o problemă destul de controversată. Oficial, inventatorul aspirinei a fost Felix Hoffmann. Pe de altă parte, Arthur Eichengrün a spus în 1949 că el a plănuit și dirijat sinteza aspirinei, pe când rolul lui Hoffmann a fost doar sinteza inițială a medicamentului, folosind procesul lui Eichengrün. Versiunea lui Eichengrün a fost ignorată de istorici și chimiști până în 1999, când Walter Sneader de la Departamentul de Științe Farmaceutice de la Universitatea din Strathclyde (Glasgow, Regatul Unit) a reexaminat cazul și a ajuns la concluzia că Eichengrün a avut dreptate și că într-adevăr el este cel care ar trebui recunoscut pentru invenția aspirinei. Compania Bayer nu recunoaște această variantă nici până în ziua de astăzi.